# سليمان الجندي
سليمان الجندي (24 أغسطس 1945 - 16 أغسطس 1996) أحد أشهر الممثلين الأطفال في السينما المصرية، درس بمعهد السينما، اختار الإسكندرية للإقامة في أواخر حياته، أبتعد عن التمثيل بعد أن قام بأدوار قليله كشاب بالغ.

## أفلامه
- 1950: معركة الحياة
- 1952: شم النسيم
- 1952: الإيمان
- 1952: الأسطى حسن
- 1953: ريا وسكينة
- 1953: كلمة الحق
- 1953: حميدو
- 1953: السيد البدوي
- 1954: فتوات الحسينية
- 1954: جعلوني مجرما
- 1954: الوحش
- 1954: المحتال
- 1954: المجرم
- 1954: ارحم دموعي
- 1955: نحن بشر
- 1955: موعد مع إبليس
- 1955: عرايس في المزاد
- 1955: ثورة المدينة
- 1956: من القاتل
- 1956: صاحبة العصمة
- 1956: شباب امرأة
- 1956: رصيف نمرة 5
- 1956: النمرود
- 1956: القلب له أحكام
- 1957: بورسعيد
- 1957: أرض السلام
- 1958: روميل يغزو القاهرة
- 1958: جميلة
- 1963: أم العروسة
- 1965: هي والرجال
- 1967: النصف الآخر

## روابط خارجية
- سليمان الجندي على موقع الدهليز
- سليمان الجندي على موقع قاعدة بيانات الأفلام العربية